# Atherigona robertsi
Atherigona robertsi är en tvåvingeart som beskrevs av Deeming 1971. Atherigona robertsi ingår i släktet Atherigona och familjen husflugor.
Artens utbredningsområde är Nigeria. Inga underarter finns listade i Catalogue of Life.